# Apocephalus catholicus
Apocephalus catholicus är en tvåvingeart som beskrevs av Brown 2000. Apocephalus catholicus ingår i släktet Apocephalus och familjen puckelflugor.
Artens utbredningsområde är Panama. Inga underarter finns listade i Catalogue of Life.